# Eduardo Marturet
Eduardo Antonio Marturet (* 9. Januar 1907 in Macuto; † 19. November 1984 in Chacao, Miranda) war ein venezolanischer Diplomat.
Seine Sekundarausbildung erhielt er am Lyzeum in Caracas und an der Universidad Central de Venezuela, an der den Grad eines Bachelors erwarb. An derselben Universität studierte er Politische Wissenschaften und setzte dann seine Studien an der École libre des sciences politiques in Paris fort.
Von 1955 bis 1958 war er Botschafter in der Bundesrepublik Deutschland.